# رنگدانه نوری
رنگدانه‌های نوری (به انگلیسی: Photopigment) رنگدانه‌های ناپایداری هستند که با جذب نور دچار تغییر شیمیایی می‌شوند. این اصطلاح به‌طور کلی به بخش کرنگ‌بر غیرپروتئینی کروموپروتئین‌های حساس به نور، مانند رنگدانه‌های دخیل در فتوسنتز و دریافت نور، گفته می‌شود. در اصطلاح پزشکی، «رنگدانه‌های نوری (فتوپیگمنت)» معمولاً به پروتئین‌های گیرنده نور شبکیه اشاره دارد.
نمونه‌هایی از رنگدانه‌های گیرنده نوری عبارتند از:
- شبکیه‌ای (در رودوپسین)
- فلاوین (در کریپتوکروم)
- بیلین (در فیتوکروم)